# Љупка агресија
Љупка агресија, или разиграна агресија, порив је да се стисне или угризе нешто што се сматра слатким без намјере да се нанесе штета. То је уобичајени тип диморфног приказа, гдје особа доживљава позитивне и негативне изразе истовремено на неорганизован начин. Појединци који доживљавају љупку агресију могу стискати вилицу или песнице, са жељом да гњаве, уштину или угризу љупку бебу, животињу или предмет.

## Терминологија
Социјални психолог Оријана Арагон и њене колеге дефинисали су феномен љупке агресије у свом истраживачком раду из 2015. године. Такође су се осврнули на ова искуства алтернативним термином „разиграна агресија”, дефинишући га на сљедећи начин:
Питамо о „раиграној агресији”. Разиграна агресија се односи на изразе које људи понекад показује у интеракцији са бебама. Понекад кажемо ствари и чинимо се више љути него срећни, иако смо у ствари срећни. На примјер, неки људи стисну зубе, стисну руке, штипају образе или говоре ствари попут „Појешћу те!” Било би тешко питати о сваком могућем понашању разигране агресије, па постављамо уопштена питања о стварима ове врсте — називајући их разиграна агресија.